# Supachai Komsilp
Supachai Komsilp (Surat Thani, 18 febbraio 1980) è un ex calciatore thailandese, di ruolo difensore.

## Caratteristiche tecniche
Terzino sinistro, poteva essere impiegato anche come esterno di centrocampo a sinistra.

## Carriera

### Nazionale
La prima convocazione in Nazionale risale al 2004, ma il debutto è avvenuto il 28 luglio 2011, in Palestina-Thailandia (2-2), gara in cui è subentrato a Suchao Nutnum al minuto 62. Ha partecipato, con la Nazionale, alla Coppa d'Asia 2004. Ha collezionato in totale, con la maglia della Nazionale, 9 presenze.